# Zhongguo Qiyuan

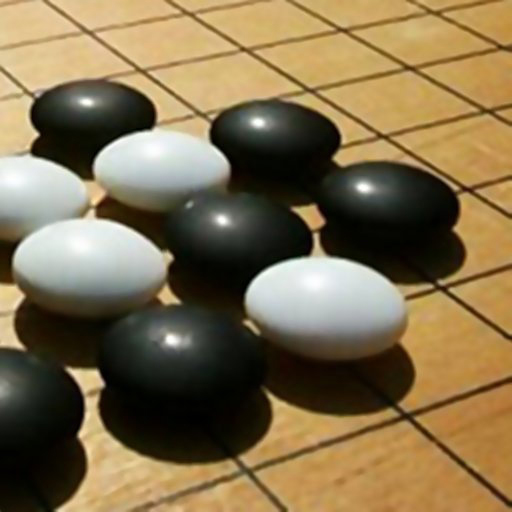
Djbsind

La Zhongguo Qiyuan (中国棋院) est la fédération chinoise des jeux de société, comme le jeu de go, le bridge, les échecs ou échecs chinois.

## Liste des présidents
- Chen Zude (陈祖德): 10.1991–06.2003
- Wang Runan (王汝南): 06.2003–01.2007
- Hua Yigang (华以刚): 01.2007–06.2009
- Liu Siming (刘思明): depuis 06.2009